# Universidad Autónoma de Barcelona
La Universidad Autónoma de Barcelona(Universitat Autònoma de Barcelona en catalán) es una universidad pública de España, fundada en 1968. La mayor parte de sus centros docentes y servicios extra-académicos están en el Campus de Bellaterra situado en Sardañola del Vallés, (Barcelona). Tiene también centros docentes en Sabadell, San Cugat del Vallés, Manresa y en la ciudad de Barcelona. Cuenta con 37.166 alumnos y 3.262 profesores. 
Dispone de un conjunto residencial de 812 apartamentos, la Vila Universitaria, situado en el mismo campus, con capacidad para 2.193 personas y comunicado por tren y carretera, a 25 minutos del centro de Barcelona. Es una de las universidades más destacadas del panorama universitario español según la mayoría de clasificaciones académicas universitarias españolas.  Forma parte de la Red de Universidades Instituto Joan Lluís Vives y está afiliada a la Conferencia de Rectores de las Universidades Españolas.
La UAB imparte 109 titulaciones de grado, 324 programas de postgrado y 90 programas de doctorado. 

## Localización
La mayor parte de la actividad académica de la UAB se realiza en el campus de Sardañola del Vallés. Existen varios centros en Manresa, Sabadell, Tarrasa, Sant Cugat del Vallés y Barcelona.
El campus de la UAB está a unos 20 km del centro de Barcelona. Se puede acceder en tren, mediante los Ferrocarriles de la Generalidad y Renfe, en autocares de SARBUS o en coche por las carreteras AP-7 y C-58.

## Historia

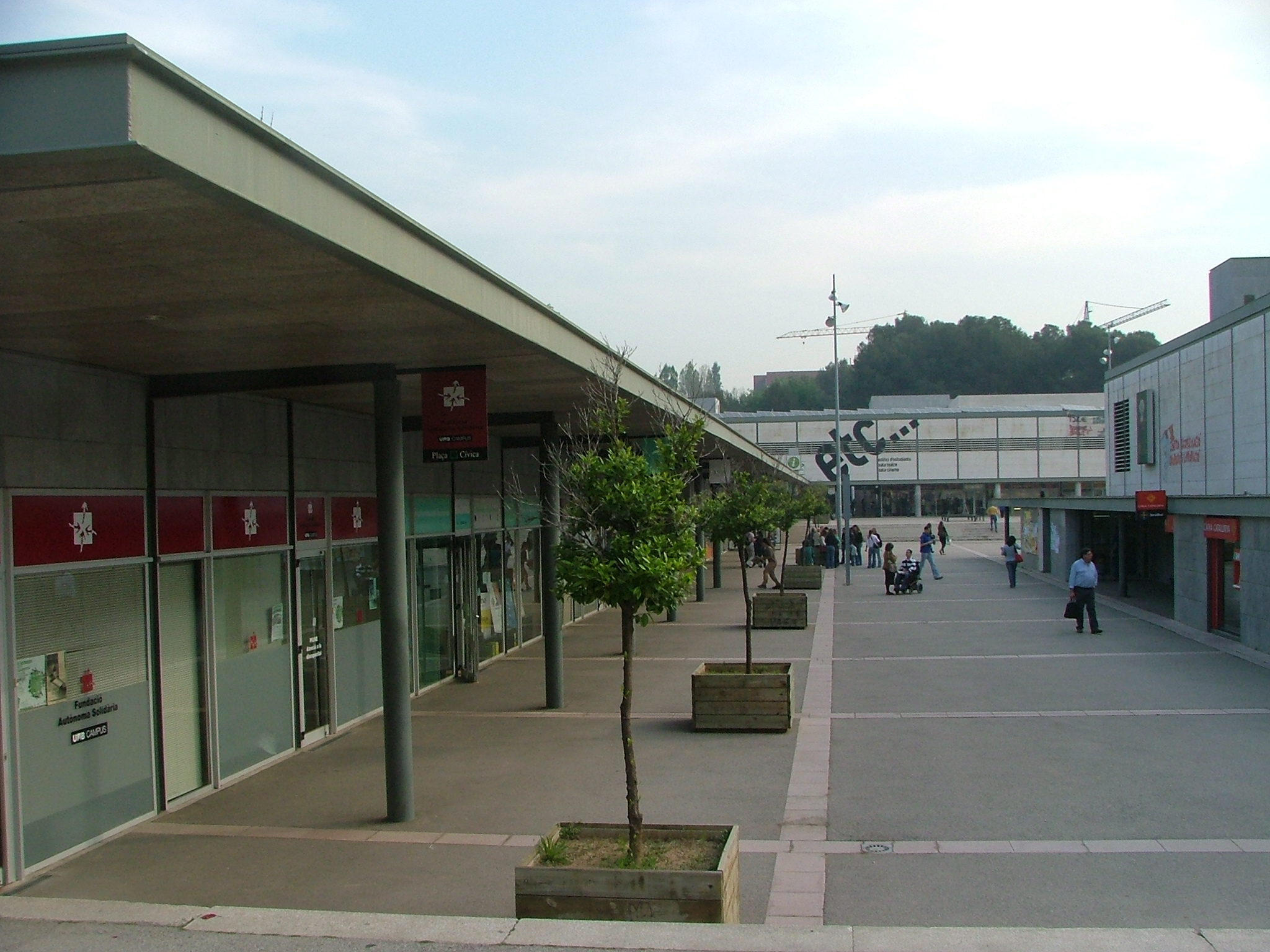
La Plaza Cívica de la UAB en el
Campus de Bellaterra.

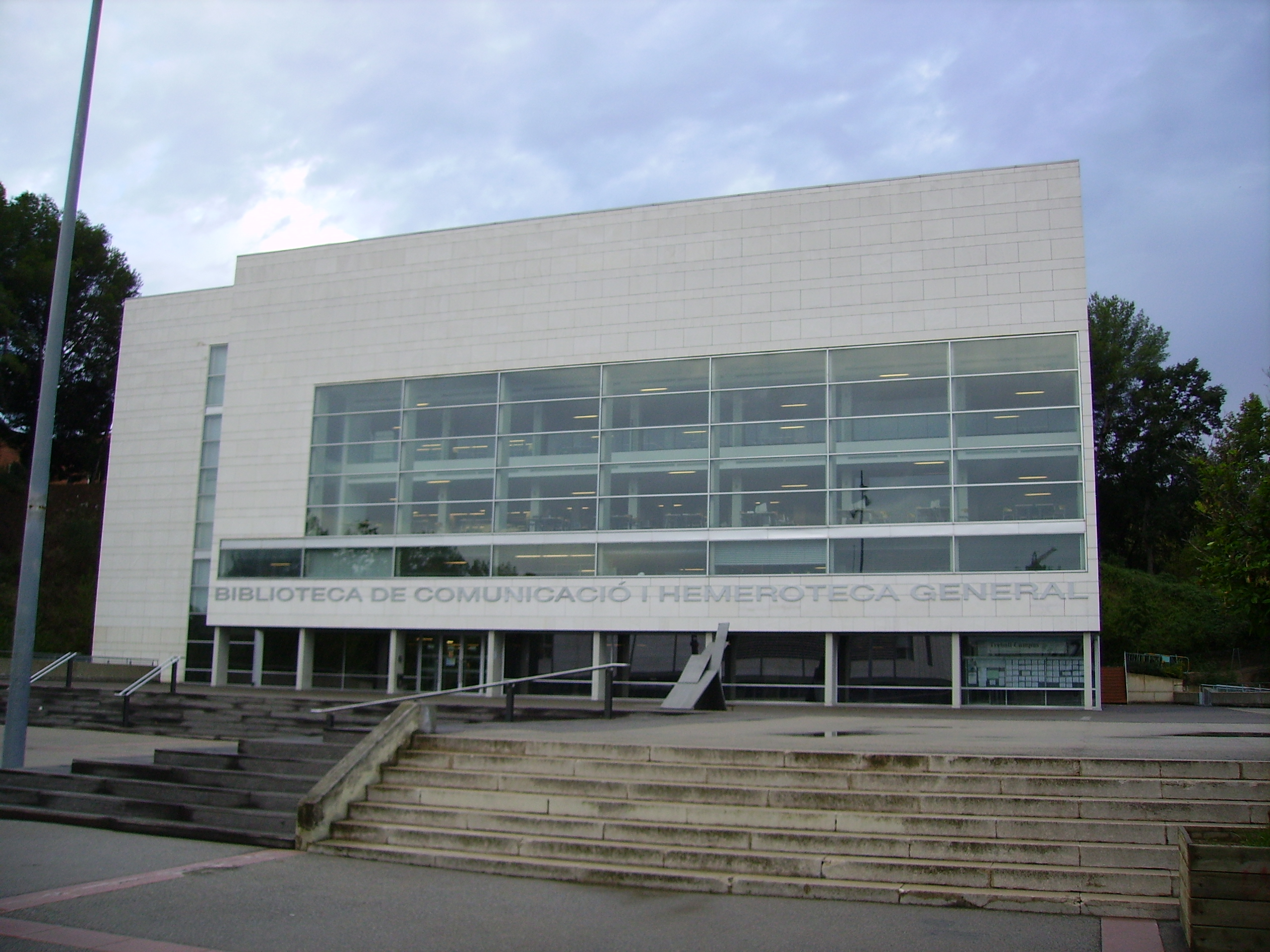
Biblioteca de Comunicación de la UAB.

Aunque creada en 1968, la génesis de su nombre se remonta a la Segunda República Española, cuando la Universidad de Barcelona, en virtud de la Ley de Autonomía Universitaria, cambió su nombre por el de Universidad Autónoma de Barcelona. Recuperando el nombre, también se quería homenajear el espíritu de libertad y democracia que imperó hasta la Guerra Civil.[cita requerida]
La UAB de 1968 nació con la voluntad de establecer cuatro principios autónomos: libre contratación del personal docente, libre admisión de los alumnos (pero con numerus clausus), libre redacción de los planes de estudio y libre administración de los caudales de los que dispusiera la Universidad.
La UAB se creó para paliar el problema de la masificación en las aulas universitarias. Asimismo, su emplazamiento fuera de la ciudad de Barcelona no fue casual. Su ubicación en Sardañola del Vallés se debe a la voluntad de dispersar a los estudiantes para reducir sus protestas en contra del régimen de Francisco Franco.[cita requerida] De hecho, el campus de Sardañola del Vallés esta emplazado en un valle (el Valle Moronta) porque llegado el momento, podría ser fácilmente tomado por las fuerzas de seguridad.[cita requerida] Este hecho se dio también con los emplazamientos de la Universidad Autónoma de Madrid y de la Universidad de Bilbao.
En su primera época, mientras fue rector Vicente Villar Palasí, la UAB se erigió en un referente de apertura que le valió el apelativo de «la isla democrática de papá Villar».
En aquellos años la UAB supuso también un referente de renovación pedagógica hasta el punto de que los estudiantes acuñaron el término de "Universidad monótona" para referirse a la Universidad de Barcelona y en contraposición a la percepción que tenían de la Universidad autónoma. Del ICE de la UAB salió el diseño del COU que vino a reemplazar al Preuniversitario, bajo el impulso de Paco Noi, Octavi Fullat, Josep Pallach y Josep Burcet, entre otros.[cita requerida]
Con la formación del primer Gobierno del almirante Carrero Blanco en 1973, José Luis Villar Palasí, hasta entonces ministro de Educación y hermano del rector Vicente Villar fue reemplazado por Julio Rodríguez Martínez. Tras tomar posesión, el nuevo ministro de educación destituyó fulminantemente a Vicente Villar, por teléfono, terminando así la era Villar en la UAB.

## Clasificación
A lo largo de los años, la UAB ha destacado en numerosos rankings académicos tanto nacionales como internacionales.  En 2023, tres rankings (QS World University Ranking, THE World University Rankings y Academic Ranking of World Universities) incluyeron a la UAB entre las 200 mejores universidades del mundo. En 2023 ocupó el puesto 149 en el ranking QS, 183 en el ranking del Times Higher Education  y 143 en el ranking mundial de universidades del US News.
A su vez, ocupó el séptimo lugar en cuanto a número de publicaciones a nivel iberoamericano y es la tercera universidad española en impacto de producción científica según la edición de 2015 del ranking Scimago SIR Iberoamericano. Además, la UAB es la segunda universidad española por volumen de publicaciones indexadas en SCOPUS según el ranking elaborado por el Scimago Lab. A nivel mundial la UAB ocupa la posición 267 en número de publicaciones.
Nueve disciplinas científicas de la UAB se sitúan entre las 100 primeras del mundo de acuerdo al Ranking QS 2022: 
- Veterinaria en el puesto 24
- Educación en el puesto 72
- Lingüística en el puesto 73
- Geografía entre los puestos 51-100
- Arqueología entre los puestos 51-100
- Sociología en el puesto 78
- Idiomas Modernos en el puesto 81
- Políticas Sociales y Administración entre los puestos 51-100
- Economía y Econometría en el puesto 88

A nivel global, la UAB está entre las 200 primeras universidades en 28 de las 48 materias clasificadas por el Ranking QS.

## Bibliotecas
La UAB tiene nueve bibliotecas universitarias, ocho de las cuales están en el Campus de Bellaterra, y la otra, en el Campus de Sabadell. 
- Biblioteca de Ciencia y Tecnología.
- Biblioteca de Ciencias Sociales (La planta baja está abierta las 24h)
- Biblioteca de Humanidades (Acoge fondos personales, como el de José Agustín Goytisolo o el de Pere Calders. También la Cátedra José Saramago)
- Cartoteca General
- Centro de Documentación Europea
- Biblioteca de Comunicación y Hemeroteca General
- Biblioteca de Medicina
- Biblioteca de Veterinaria
- Biblioteca Universitaria de Sabadell.

El Servicio de Bibliotecas de la UAB  proporciona recursos informativos y servicios de máxima calidad de acuerdo con los objetivos de excelencia de la UAB en educación, investigación, innovación y transferencia de conocimiento. Consta de seis bibliotecas en el campus de Bellaterra, una en el campus de Sabadell y cuatro en las unidades docentes de acuerdo con los hospitales. Es miembro del Consorci de Serveis Universitaris de Catalunya y de la Red de Bibliotecas Universitarias Españolas (REBIUN). 
Gestiona el Fondo de Historia local de Cataluña y la base de datos de lengua y cultura catalanas Traces.
La colección de manuscritos medievales y de época moderna, que se conserva en depósito en la Biblioteca de Cataluña, es accesible en línea a través del Dipòsit Digital de Documents de la UAB.

## Centros docentes

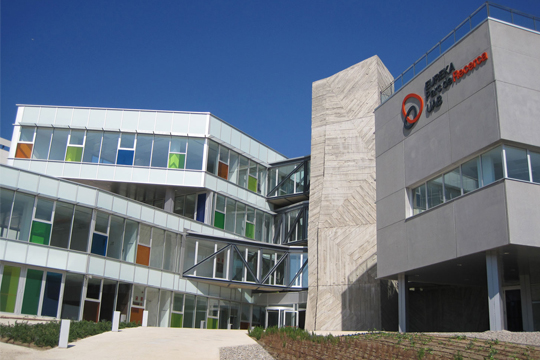
El edificio Eureka, uno de los centros que componen el Parque de Investigación UAB.

La Universidad Autónoma de Barcelona cuenta actualmente con un total de trece centros docentes repartidos entre los varios campus de ésta, aunque gran parte de ellos están situados en el Campus de Bellaterra.
- Escuela de Ingeniería
- Facultad de Biociencias
- Facultad de Ciencias
- Facultad de Ciencias de la Comunicación
- Facultad de Ciencias de la Educación
- Facultad de Ciencias Políticas y Sociología
- Facultad de Derecho
- Facultad de Economía y Empresa
- Facultad de Filosofía y Letras
- Facultad de Medicina
- Facultad de Psicología
- Facultad de Traducción e Interpretación
- Facultad de Veterinaria

- El campus de Sabadell, situado a 10 minutos del centro de la ciudad, es una de las sedes de la Escuela de Ingeniería y la Facultad de Economía y Empresa. Se inauguró en 1993.
- El campus de Barcelona o Casa Convalecencia, situado dentro del  Hospital de la Santa Cruz y San Pablo de Barcelona, aloja la Fundación UAB, UAB Idiomes, la Fundación Salud y Envejecimiento y el Instituto de Ciencias de la Educación.
- El campus Universitario del Mar es una instalación interuniversitaria de la Universidad Pompeu Fabra (UPF), la Universidad Autónoma de Barcelona y el Instituto Municipal de Asistencia Sanitaria (IMAS). El campus está situado en el barrio de la Barceloneta, en Barcelona, junto al Hospital del Mar y al Parque de Investigación Biomédica de Barcelona. Aloja la Facultad de Medicina de la Universidad Autónoma de Barcelona.

## Institutos y centros de investigación (Esfera UAB)
- Centro de Estudios Demográficos
- Centro de Estudios Olímpicos y del Deporte
- Centro de Visión por Computador
- Instituto de Investigación en Inteligencia Artificial - CSIC
- Instituto de Microelectrónica de Barcelona. Centro Nacional de Microelectrónica
- Instituto Catalán de Nanociencia y Nanotecnología
- Instituto de Ciencia de Materiales de Barcelona
- Instituto de Física de Altas Energías
- International Center for Animal Law and Policy - ICALP
- Instituto de Ciencia y Tecnología Ambiental
- Instituto de Biotecnología y Biomedicina (IBB)
- Centro de Investigación Matemática
- Instituto de Análisis Económico
- Sincrotrón ALBA ubicado en Barcelona Synchrotron Park
- Instituto de Gobierno y Políticas Públicas
- Instituto de Neurociencias

### Parque de Investigación UAB
El Parque de Investigación UAB (PRUAB) es una fundación sin fines de lucro creada el 2007 por la Universidad Autónoma de Barcelona (UAB), el Consejo Superior de Investigaciones Científicas (CSIC) y el Instituto de Investigación y Tecnología Agroalimentaria (IRTA). Su misión es impulsar y mejorar las actividades de transferencia de tecnología y conocimientos de sus miembros, promover la actividad emprendedora mediante la creación de nuevas empresas basadas en la investigación y, en general, facilitar la interacción entre la investigación, el mundo empresarial y la sociedad. Da servicio a los departamentos y grupos de investigación de la UAB, así como a los centros e institutos ubicados en el campus de Bellaterra. Todos ellos llevan a cabo su actividad en torno a seis ejes temáticos básicos:  Biotecnología y Biomedicina; tecnología de los alimentos y salud animal; ciencia de materiales y energía (nanotecnología y microelectrónica), tecnologías de la información y la comunicación; ciencias sociales y humanidades; y medio ambiente y cambio climático. Pretende ser una herramienta eficaz de transferencia de conocimientos y tecnología, capaz de comunicarse y responder a las necesidades del personal investigador, de los emprendedores y de las empresas.